# Мартіню Гералдеш
Марті́ню Гера́лдеш (порт. Martinho Geraldes; ? — 1 вересня 1271) — архієпископ Бразький (1255—1271).

## Імена
- Марті́ню (порт. Martinho) — португальське ім'я.
- Ма́ртин (лат. Martinus) — латинське ім'я.
- Ма́ртин Бра́зький (лат. Martinus Bracarensis) — латинське ім'я за назвою катедри.

## Біографія
- 11 квітня 1255: призначений на посаду архієпископа Бразького, Португалія[1].
- 1 вересня 1271: помер у Бразі, Португалія[1].